# International Accounting Standard 16
Der International Accounting Standard 16 (IAS 16) mit dem deutschen Titel Sachanlagen (englisch Property, Plant and Equipment) ist ein Rechnungslegungsstandard des International Accounting Standards Board (IASB). Er gehört zu den International Accounting Standards und enthält Regelungen zur Bilanzierung von Sachanlagen.

## Anwendungsbereich und Ansatz
IAS 16 regelt die Bilanzierung des Sachanlagevermögens eines Unternehmens. Die Vermögenswerte müssen vom Unternehmen zur Herstellung von Produkten oder Dienstleistungen, zur Vermietung oder für administrative Zwecke gehalten werden. Die Vermögenswerte müssen weiter voraussichtlich länger als ein Jahr genutzt werden.

### Ausschlüsse vom Anwendungsbereich
Ausgenommen vom IAS 16 sind (gemäß IAS 16.3-5):
- Biologische Vermögenswerte (IAS 41)
- Abbau- und Schürfrechte (IFRS 6)
- Vermögenswerte, die zum Verkauf bestimmt sind (IFRS 5)
- Immobilien, die als Finanzanlagen, bspw. zur Vermietung, gehalten werden (IAS 40)
- Sachanlagen, die in einem Leasingverhältnis ge- oder vermietet werden (IAS 17)

## Bewertung

### Einzel-/Gruppenbewertung und Komponentenansatz
Der IAS 16 verfolgt einen Einzelbewertungsgrundsatz, wonach Sachanlagen, die die Ansatzkriterien erfüllen, grundsätzlich voneinander abzugrenzen und einzeln zu bilanzieren sind. IAS 16.9 ermöglicht zudem eine Gruppenbewertung durch Zusammenfassung einzelner unbedeutender Gegenstände – wie etwa Werkzeuge – zu einer Gruppe.
Jeder einzeln identifizierbarer, klar abgrenzbarer Bestandteil einer Sachanlage ist gesondert mit seiner spezifischen Nutzungsdauer abzuschreiben (IAS 16.43). Dieser Komponentenansatz greift selbst bei einheitlichen Nutzungs- und Funktionszusammenhängen, z. B. werden die Triebwerke eines Flugzeugs mit einer anderen Nutzungsdauer abgeschrieben als das Flugzeug selbst, wenn sich die tatsächliche Nutzungsdauer unterscheidet. Bei analogen Nutzungsdauern und gleicher Abschreibungsmethode ist allerdings auch eine Zusammenfassung möglich (IAS 16.45).

### Zugangsbewertung
Die Zugangsbewertung eines Vermögenswertes im Sinne des IAS 16 erfolgt, wie im deutschen Bilanzrecht, in Höhe der Anschaffungs- oder Herstellungskosten. Zu den Anschaffungskosten gehören:
1. Kaufpreis abzüglich Rabatte, Skonto u. ä.
2. Kosten der Standortvorbereitung
3. Transport- und Montagekosten
4. zurechenbare Berater- und Notarkosten
5. Kosten von Testläufen.

Eine Besonderheit im Vergleich zur Rechnungslegung nach Handelsgesetzbuch (HGB) ist die Aktivierung von Rückbauverpflichtungen als Teil der Anschaffungs- bzw. Herstellungskosten gem. IAS 16.16 c.

#### Nicht anzusetzende Bestandteile
Nicht zu den Anschaffungs- bzw. Herstellungskosten gehören gemäß IAS 16.19:
1. Kosten für die Eröffnung einer neuen Betriebsstätte;
2. Kosten für die Einführung eines neuen Produktes (z. B. Werbung);
3. Kosten, die durch Standortverlagerung oder durch neue Geschäfts-/Kundenbeziehungen entstehen (inkl. Schulungskosten);
4. Verwaltungsgemeinkosten.

Regelmäßige Wartungskosten und Reparaturen dürfen nach IAS 16.12 nicht aktiviert werden.
Ebenfalls sind Kosten, die durch Nutzung der Sachanlage (etwa unausgelastete Kapazitäten) oder ihre Verlagerung (nachträgliche Standortveränderungen) entstehen, nicht zu erfassen (IAS 16.20).
Mit einer noch nicht fertig gestellten Sachanlage verbundene Einnahmen und Ausgaben sind gemäß IAS 16.21 ebenso nicht zu aktivieren, sondern als Aufwendungen und Erträge zu verrechnen (z. B. Einnahmen aus Parkplatzvermietung bzw. Ausgaben für Parkplatzinstandhaltung für ein zwischenzeitig als Parkplatz genutztes Baugelände, auf dem ein Verwaltungsgebäude entstehen soll).

### Folgebewertung
Bei der Folgebewertung gibt es ein Wahlrecht zwischen dem cost model (fortgeführte Anschaffungs- oder Herstellungskosten) und dem revaluation model (Neubewertungsmethode).
Bei dem cost model sind die Anschaffungs- oder Herstellungskosten um die planmäßige und/oder außerplanmäßige Abschreibung zu vermindern (IAS 16.30). Bei dem revaluation model erfolgt die Bewertung mit dem fair value abzüglich planmäßiger oder außerplanmäßiger Abschreibungen (IAS 16.31).
In der deutschen Praxis erfolgt die Folgebewertung nahezu ausschließlich zu fortgeführten Anschaffungs- oder Herstellungskosten. Das Neubewertungsmodell wird nur sehr vereinzelt gewählt, etwa galt dies im Geschäftsjahr 2013 für ein Unternehmen des HDAX.

## Planmäßige Abschreibung
Fortgeführte Anschaffungs- oder Herstellungskosten werden auf Basis einer Neubewertung zu Verkehrswerten (fair value accounting) ermittelt. Der Verkehrswert- oder Neubewertungsansatz ist aber nur zulässig, wenn dieser Wert verlässlich ermittelt werden kann. Außerdem ist zu beachten, dass der Verkehrswert dann auf die gesamte Kategorie der Vermögenswerte angewendet werden muss, d. h., es ist nicht zulässig ein Gebäude mit dem Verkehrswert anzusetzen und das andere mit den fortgeführten Anschaffungs- oder Herstellungskosten. Die Möglichkeit, Sachanlagen zu Verkehrswerten zu bilanzieren, stellt eine im deutschen Bilanzrecht unbekannte Möglichkeit der Folgebewertung dar.

## Versionen und Geltung in der Europäischen Union
Die derzeit gültige Version des IAS 16 datiert von 2003 und ist am 1. Januar 2005 in Kraft getreten. Diese Version gilt mit Verordnung der Europäischen Kommission vom 29. Dezember 2004 ab dem 1. Januar 2005 auch in der Europäischen Union; (vgl. auch: International Accounting Standards).